# 양산 통도사 금니묘법연화경
양산 통도사 금니묘법연화경(梁山 通度寺 金泥妙法蓮華經)은 대한민국 경상남도 양산시 하북면 지산리 통도사에 있는 법화경이다. 
1979년 5월 2일에 경상남도의 유형문화재 제97호 금니법화경으로 지정되었다가, 2018년 12월 20일에 현재의 명칭으로 변경되었다.

## 개요
묘법연화경(妙法蓮華經)은 '법화경'이라고 부르기도 하며, 부처가 되는 길이 누구에게나 열려있다는 것을 중요사상으로 하고 있다. 천태종의 근본경전으로 화엄종과 함께 우리나라 불교사상 확립에 크게 영향을 미쳤다. 
중국 후진의 구마라습이 번역한 것을 조선 고종 17년(1880)에 경운원기(擎雲元奇, 1852~1936)스님이 정성껏 옮겨 쓴 경전이다. 우리나라에 들어온 법화경 7권의 내용을 모두 14권으로 나누어 다시 만들었다. 크기는 가로 20cm, 세로 30cm이며, 검은 비단 위에 금색으로 글씨를 썼다. 
전하는 이야기에 의하면 경운화상이 백련암에서 책을 만들던 당시 황색 쥐 한 마리가 스스로 걸어 들어왔다고 한다. 그래서 꼬리를 뽑아 붓을 만든 뒤 한자씩 쓸 때마다 한번씩 절을 하고 3개월에 걸쳐 공을 들여 완성하였다고 한다.  
통도사내 유물 전시관에 비치되어 있으며 완전한 상태로 깨끗하게 보관되어 있다.

## 참고 문헌
- 양산 통도사 금니묘법연화경 - 국가유산청 국가유산포털